# 永遠となった留守番 〜パパは帰らない〜
『永遠となった留守番 〜パパは帰らない〜』（えいえんとなったるすばん ぱぱはかえらない）は、日本のアダルトゲームブランド・たっちーが2003年2月28日に発売した18禁アドベンチャーゲーム。

## 概要
陵辱、拷問のシチュエーションを得意としたたっちーの「魔人・星四郎シリーズ」第2作。『魔世中ハ我ノ物』の続編と言う位置づけになっており「外道アドベンチャー」と称するように、ロリータ風の少女が緒方星四郎から激しい陵辱、拷問をひたすら受け続ける内容となっている。頭身の低い絵柄と悲惨な行為とのギャップで話題となり、拷問系タイトルの代表作とも称される知名度を得た。
終盤に次回作への伏線と思われる描写があるものの直接の続編は製作されておらず、シリーズ最終作『魔人・星四郎シリーズIII 魔世中ハ終ワラナイ』との関連性は主人公が緒方星四郎である点を除いて希薄である。
現在はアセンブラージュのブランド統廃合によりEX12へ権利が譲渡されており、一部サイトでダウンロード販売が行われている。

## あらすじ
霊ヶ岳学院に勤務する体育教師、風間勝利は男手ひとつで娘・琴子を育てていたが、あるとき祖父が交通事故に遭い、その面倒を見るために家を離れることになる。娘がひとりになることを心配した勝利は、その頃知り合った保健医の緒方星四郎に相談。星四郎は自分が学園の経営者であることを明かし、資金援助をするから自分の住むマンションの隣室に引っ越すようにと勧める。勝利は星四郎に感謝の意を告げて家を離れるが、星四郎の思惑は別の所に在った。

## 登場人物
風間琴子
緒方星四郎
白木沢綾
風間勝利